# Carlos Bousoño Prieto
Carlos Bousoño Prieto (Bual, Astúries, 9 de maig de 1923 — Madrid, 24 d'octubre de 2015) fou un poeta i crític literari espanyol.

## Biografia
Nascut el 9 de maig de 1923 a la localitat asturiana de Bual, la seva adolescència va transcórrer a Oviedo. Llicenciat per la Universitat Complutense de Madrid el 1946 i doctor en Filosofia i Lletres el 1949 per aquesta mateixa universitat, va ser professor de Literatura espanyola en diverses universitats nord-americanes i catedràtic d'Estilística de la Universitat de Madrid, on va investigar principalment la literatura surrealista i les seves formes de simbolisme.
Va expressar les seves troballes en Teoría de la expresión poética  (1952, premi Fastenrath) i Seis calas en la expresión literaria española (1951), aquest últim amb Dámaso Alonso. Com a crític literari es va interessar especialment per la lírica surrealista de Vicente Aleixandre, reflectit en els seus llibres La poesía de Vicente Aleixandre (1950), El irracionalismo poético (El Símbolo) (1977, Premi Nacional d'assaig) i Superrealismo poético y simbolización (1978).
És acadèmic de la Reial Acadèmia Espanyola des de 1979 i doctor honoris causa per diverses universitats. El 1993 fou guardonat amb el Premi Nacional de les Lletres Espanyoles pel conjunt de la seva obra, i el 1995 va obtenir el Premi Príncep d'Astúries de les Lletres.

## Obra poètica
El seu primer llibre de poesia, Subida al Amor (1945), descobria la vena reflexiva existencialista o de poesia desarrelada, en paraules de Dámaso Alonso, dels joves poetes que van assumir dramàticament després de la Guerra Civil espanyola el conflicte entre una visió existencialista de la vida i una profunda fe religiosa. En la mateixa línia i més prop de cert misticisme va seguir Primavera de la muerte (1946).
Dels seus llibres posteriors destaquen Oda en la ceniza (1967, Premi de la Crítica de Poesia), Las monedas contra la losa  (1973, Premi de la Crítica), Metáfora del desafuero (1988, Premi Nacional de poesia) i El ojo de la aguja  (1993). En totes aquestes obres el seu estil ha anat evolucionant entre realisme i simbolisme i, encara que mai va abandonar la seva arrel existencial, la seva mirada es va fer més solidària i el seu estil es va fer menys sobri.

## Publicacions

### Poesia
- Subida al amor. Hispánica, Adonais. Madrid, 1945.
- Primavera de la muerte. Hispánica, Adonais. Madrid, 1946.
- Hacia otra luz (Subida al amor, Primavera de la muerte, En vez de sueño). Ínsula. Madrid, 1952.
- Noche del sentido. Ínsula. Madrid, 1957.
- Poesías completas. Primavera de la muerte. Giner. Madrid, 1960.
- Invasión de la realidad. Espasa-Calpe. Madrid, 1962.
- Oda en la ceniza. El Bardo. Barcelona, 1967.
- La búsqueda. Fomento de Cultura. Hontanar, Valencia, 1971.
- Al mismo tiempo que la noche. El Guadalhorce, Cuadernos de María Isabel. Málaga, 1971.
- Las monedas contra la losa. Alberto Corazón, editor. Madrid, 1973.
- Oda en la ceniza. Las monedas contra la losa. Losada. Buenos Aires, 1975.
- Antología poética (1945-1973). Edición del autor. Plaza & Janés. Barcelona, 1976.
- Selección de mis versos. Edición del autor. Cátedra. Madrid, 1980.
- Elegías (a Vicente Aleixandre). La pluma del águila. Valencia, 1988.
- Metáfora del desafuero. Visor. Madrid, 1981.
- Oda en la ceniza. Las monedas contra la losa. Castalia. Madrid, 1991.
- Poesía. Antología 1945-1993. Espasa-Calpe, Colección Austral. Madrid, 1993.
- El ojo de la aguja. Tusquets Editores. Barcelona, 1993.

### Teoria i crítica literària
- La poesía de Vicente Aleixandre. Ediciones Ínsula. Madrid, 1950. Editorial Gredos.
- Seis calas en la expresión literaria española (en col·laboració amb Dámaso Alonso). Editorial Gredos. Madrid, 1951.
- Teoría de la expresión poética 1952.
- El irracionalismo poético (El Símbolo), 1977
- Superrealismo poético y simbolización 1978.